# Милутин Милошевић
Милутин Милошевић (Чачак, 28. децембар 1981) српски је филмски, телевизијски и позоришни глумац.

## Биографија
Рођен је и одрастао у Чачку где је живео до 2000. године и имао прве улоге.
Милутин Милошевић је глуму дипломирао на Факултету драмских уметности у Београду, у класи професорке Гордане Марић. Добитник је Повеље за најбољу мушку улогу на 44. Филмским сусретима у Нишу 2009. године.
Најпознатији је по главној улози у филму Београдски фантом, из 2009. у којем је тумачио аутентичан лик Владе Васиљевића, београдског фантома. Запажене улоге је остварио и у телевизијским серијама Жене са Дедиња (2011 — 2013) и Од јутра до сутра (2022 — 2023).

## Филмографија
| Год.       | Назив                        | Улога                                     |
| ---------- | ---------------------------- | ----------------------------------------- |
| 2002.      | Кордон                       | Аца                                       |
| 2003.      | Цитравита                    | Милутин МекГавран                         |
| 2003.      | Скоро сасвим обична прича    |                                           |
| 2004.      | Због једне дивне црне жене   | Велизар                                   |
| 2004.      | Порно телетабис              |                                           |
| 2005.      | Кошаркаши                    | Мирко                                     |
| 2008.      | Последња аудијенција         | Новинар Мартинац                          |
| 2009.      | Свети Георгије убива аждаху  | Гаврило Вуковић                           |
| 2009.      | Београдски фантом            | Влада Васиљевић „Фантом“                  |
| 2012.      | Последња мрва сна            | Павле                                     |
| 2012.      | Лазез                        |                                           |
| 2012.      | Дневници Чeрнобиља           |                                           |
| 2012.      | Танго у 3 лика и 3 простора  | студент                                   |
| 2012.      | Ларин избор                  | Тристан                                   |
| 2012.      | Залет                        |                                           |
| 2013.      | Породица                     |                                           |
| 2011−2015. | Жене са Дедиња               | Тоља                                      |
| 2018.      | Пет                          | Срђан Киа                                 |
| 2019−2021. | Жигосани у рекету            | Душан, радио водитељ "Летећи Београђанин" |
| 2019.      | Четири руже                  | Момчило                                   |
| 2019.      | Друго име љубави             | Млади Карло Крпан                         |
| 2020.      | Мочвара (ТВ серија)          | Андреј Станимировић                       |
| 2020−2023. | Мама и тата се играју рата   | Дејан (1 епизода)                         |
| 2021.      | Тајне винове лозе            | Примож Браткович                          |
| 2021.      | Нечиста крв: Грех предака    | Иса Сурдучки                              |
| 2021.      | Нечиста крв (ТВ серија)      | Иса Сурдучки                              |
| 2021.      | Династија (српска ТВ серија) | др. Никола Тошковић                       |
| 2022−2023. | Од јутра до сутра            | Марко Тодоровић/Дамјан Андрејевић         |
| 2023.      | Буди Бог с нама              |                                           |